# Hypochlorosis batjana
Hypochlorosis batjana är en fjärilsart som beskrevs av Karl Grünberg 1916. Hypochlorosis batjana ingår i släktet Hypochlorosis och familjen juvelvingar. Inga underarter finns listade i Catalogue of Life.